# غيورا شبيغل
غيورا شبيغل (بالعبرية: גיורא שפיגל‏)، من مواليد 27 يوليو 1947 في بتاح تكفا في فلسطين، لاعب كرة قدم إسرائيلي سابق.
بدأ مسيرته الكروية مع نادي ماكابي تل أبيب، وفي عام 1973 انتقل إلى نادي ستراسبورغ الفرنسي، ولعب معهم حتى عام 1978، وفي موسم 1978/1979 انتقل إلى نادي ليون الفرنسي، وفي عام 1979 انتقل إلى نادي ماكابي تل أبيب.
و قد لعب مع منتخب إسرائيل لكرة القدم منذ عام 1965 وحتى عام 1980.
و قد أحرز لقب هداف كأس آسيا 1968.

## مسيرته الكروية
لعب غيورا شبيغل خلال مسيرته الاحترافية مع 5 أندية في تسعة عشر موسمًا وسجل خلالها 141 هدف ضمن 454 مباراة. حيث فاز في أربعة مواسم بالكأس وفي أربعة مواسم بالدوري.
خاض غيورا شبيغل مسيرته مع نادي مكابي تل أبيب في موسم 1963–64 في المرة الأولى ليلعب معه عشرة مواسم ثم في موسم 1978–79 لمدة موسم واحد، مشاركًا طوالها في 253 مباراة سجل خلالها 94 هدفًا. ثم انتقل إلى نادي ستراسبورغ في موسم 1973–74 واستمر معه طيلة ثلاثة مواسم، حيث شارك في 97 مباراة سجل خلالها 23 هدفًا. لينتقل بعدها إلى نادي أولمبيك ليون في موسم 1976–77 ولمدة موسمين، مشاركًا في 43 مباراة سجل خلالها 9 أهداف. ثم انتقل إلى Hakoah Amidar Ramat Gan F.C. ‏ في موسم 1979–80 لمدة موسم واحد، مشاركًا في 28 مباراة سجل خلالها 6 أهداف. هذا وانتقل لاحقًا إلى Beitar Tel Aviv F.C. ‏ في موسم 1980–81 ولمدة موسمين، مشاركًا في 33 مباراة سجل خلالها 9 أهداف.

## روابط خارجية
- غيورا شبيغل على موقع الاتحاد الدولي (مؤرشف)  (الإنجليزية)
- غيورا شبيغل على موقع قاعدة بيانات كرة القدم.إي يو (الإنجليزية)
- غيورا شبيغل على موقع ناشيونال فوتبول تيمز (الإنجليزية)
- غيورا شبيغل على موقع أوليمبيديا (الإنجليزية)